# Grzmiąca (województwo zachodniopomorskie)
Grzmiąca (niem. Gramenz) – wieś w Polsce położona w województwie zachodniopomorskim, w powiecie szczecineckim w gminie Grzmiąca.
W latach 1954–1972 wieś należała i była siedzibą władz gromady Grzmiąca, następnie gminy Grzmiąca.  W latach 1950–1998 wieś administracyjnie należała do województwa koszalińskiego. Miejscowość jest siedzibą gminy Grzmiąca.

## Położenie
Grzmiąca położona jest na styku Pojezierza Drawskiego, Pojezierza Bytowskiego i Równiny Białogardzkiej, przez wieś przepływa Perznica będąca dopływem Parsęty.

## Komunikacja
Grzmiąca jest położona na drodze wojewódzkiej nr 171. W miejscowości znajduje się również czynna stacja kolejowa, dawniej Grzmiąca była węzłem kolejowym, działały połączenia z Choszcznem przez Połczyn-Zdrój i z Korzybiem przez Bobolice.

## Historia

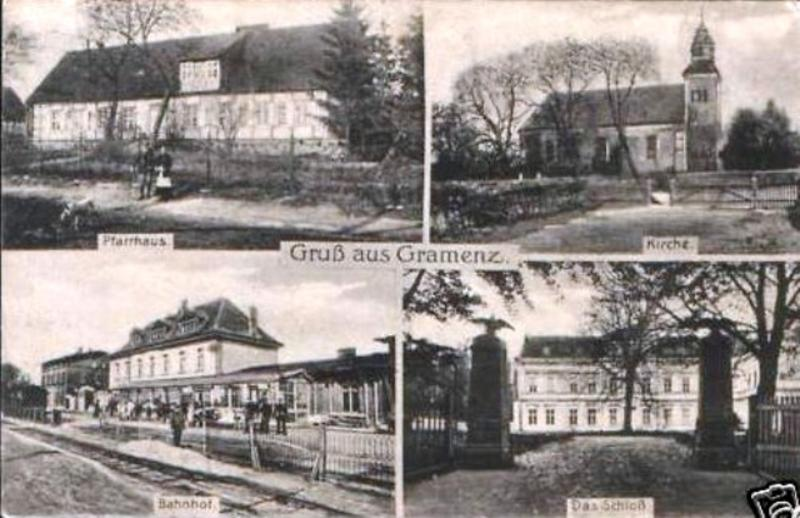
Pruska pocztówka z Grzmiącej (Gramenz)

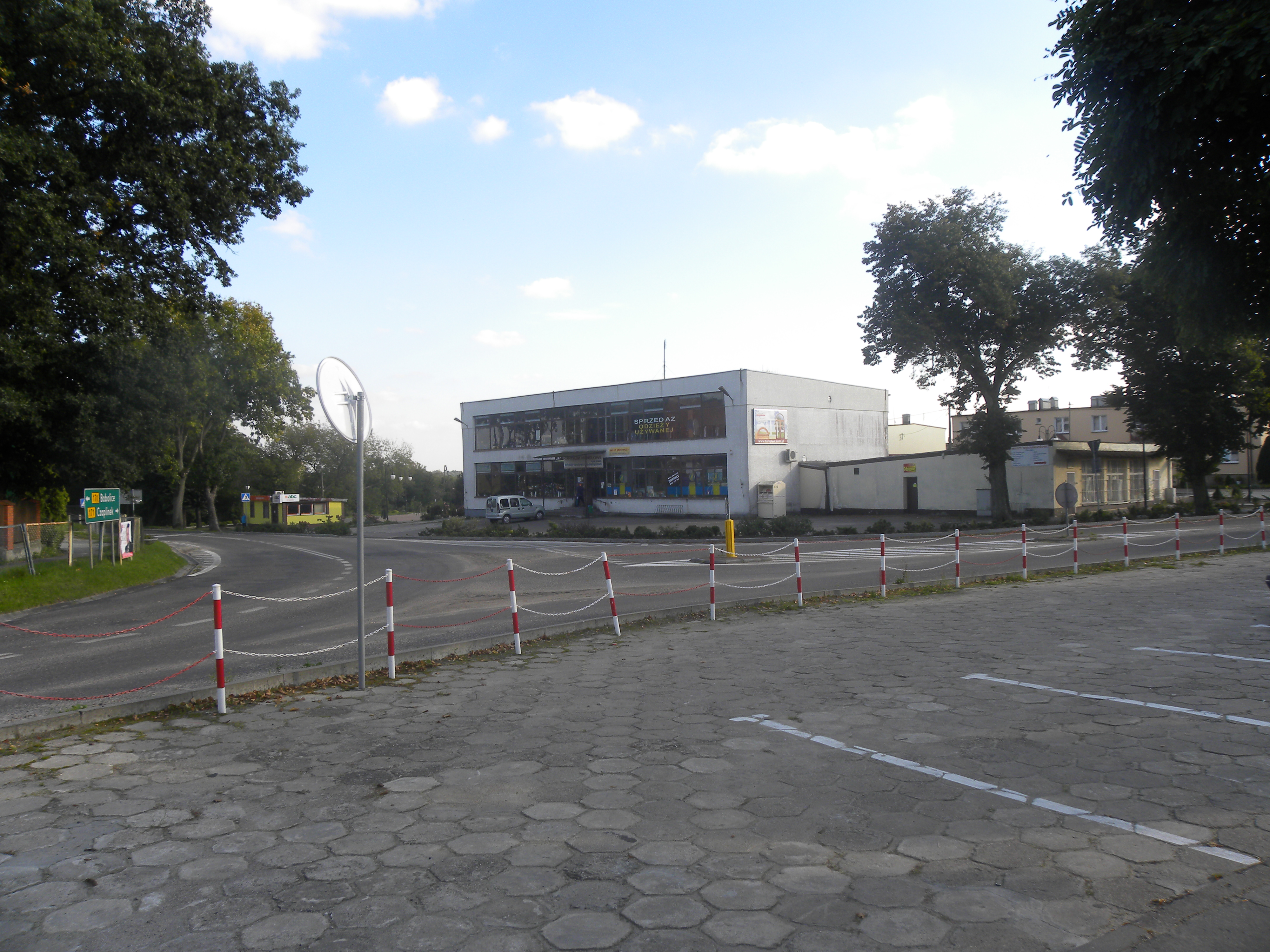
Centrum Grzmiącej

Podczas badań archeologicznych zlokalizowano w pobliżu wsi średniowieczną osadę słowiańską oraz miejsce pogańskiego kultu – znaleziono posążki, kamienie żarnowe i ofiarne. Pierwszy zapis o wsi Gramenz pochodzi z XV wieku, gdy tutejszy majątek ziemski stał się własnością rodu von Glasenappów. 26 sierpnia 1529 książęta pomorscy Jerzy I pomorski i Barnim IX Pobożny podpisali tzw. Traktat w Grzmiącej, wówczas Marchia Brandenburska zrzekła się pretensji zwierzchnich nad Pomorzem Zachodnim i uznała go jako lenno cesarskie, z prawem przejęcia sukcesji po ustaniu linii Gryfitów. Od XVIII wieku w okolicach istniały plantacje drzew morwowych, w 1830 Grzmiąca stała się własnością królewską. Rozpoczęto wówczas z powodzeniem hodowlę merynosów, których wełna była przetwarzana w lokalnych warsztatach tkackich. W 1878 powstało połączenie kolejowe ze Szczecinkiem i Białogardem, w 1897 z Bobolicami, a w 1903 z Połczynem-Zdrojem.
Po 1945 powstał w Grzmiącej Rolniczy Zakład Doświadczalny, w latach 60. XX wieku planowano rozwój przemysłu drzewnego i spożywczego.

## Architektura
- Kościół Matki Bożej Królowej Polski w Grzmiącej, późnogotycki z 1600. W pobliżu okaz pomnikowego klonu pospolitego o obwodzie pnia w pierśnicy ok. 370 cm.
- Zniszczony popałacowy park naturalistyczny o pow. 2,5 ha, w którym rośnie 20 gatunków drzew liściastych m.in. jesion wyniosły o obw. ok. 530 cm i chmielograb o obw. 420 cm. Na fundamentach dawnego pałacu von Glasenappów zbudowano budynek urzędu gminy.
- Lodownia dworska z 1711 zbudowana z cegły i kamienia na planie koła ze stożkową kopułą.
- Gorzelnia z drugiej połowy XIX wieku.
- Kolejowa wieża ciśnień z końca XIX wieku z ośmiobocznym murowanym zbiornikiem wodnym.
- Aleja wiązów o długości 250 metrów wzdłuż ulicy Kolejowej.